# Хаити
Хаити (фр. Haïti, хк. Ayiti), званично Република Хаити (фр. République d'Haïti, хк. Repiblik Ayiti), држава је на Карибима. Заузима западни, мањи део острва Хаити, које припада Великим Антилима. Остатак острва заузима Доминиканска Република.
Име ове државе потиче од речи ајити, народа Таино, што значи земља високих планина. Површина Хаитија је 27.750 km². Главни град је Порт о Пренс. Хаићански креолски и француски су службени језици.
Регионална, историјска и етно-лингвистичка позиција Хаитија је јединствена из неколико разлога. Прва је независна држава у Латинској Америци и на Карибима, прва црначка република на свету, и друга република на америчком континенту. Хаити је 2012. обзнанио намере да затражи придружено чланство у Афричкој унији. Једина је држава на америчком континенту у којој је преовлађујуће франкофонско становништво.
Хаити је са 9,7 милиона становника најнасељенија, пуноправна чланица Карипске заједнице (КАРИКОМ). Такође је чланица Латинске уније. Најсиромашнија је земља у Америци по Индексу хуманог развоја.
Политичко насиље је главна карактеристика историје Хаитија. Најскорији догађај је државни пуч из 2004. који је довео до свргавања Жан-Бертрана Аристида.
Хаити су током историје погађали разорни земљотреси. Године 2010. земљотрес магнитуде 7,0° погодио је Хаити. Тада је уништен главни град Порт о Пренс а број страдалих се процењује на 220.000. Хаити је тада поднео огромну материјалну и екомонску штету. Дана 14. августа 2021. поново је Хаити доживео разорни земљотрес од 7,2 степени Рихтерове скале са епицентром у Порт о Пренсу.

## Историја

### Преколумбовско доба
У време доласка првих Европљана острво Хаити било је једно од многих карипских острва која су настањивали Индијанци народа Таино, говорници аравачког језика. На језику народа Таино острво Хаити се звало ајити или кискеја. У насељима народа Таино на карипским острвима на челу се налазио поглавица или касике (шп. cacique) који је управљао касиказгом (шп. cacicazgo) тј. касикатом (фр. caciquat). Пре доласка Кристифора Колумба, острво Хаити било је подељено на пет или шест давно успостављених касиказга. Касиказга су била краљевства чији су поданици жетвом плаћали данак. Културно наслеђе народа су пећинске слике на неколико места, које су постале национални симболи Хаитија и туристичке знаменитости. Данашњи Леоган, град на југозападу острва, био је престоница племена Харагва.

### Колонијално доба
Кристифор Колумбо је 5. децембра 1492. пристао у близини данашњег рта Сен Никола, и прогласио острво Хаити шпанском територијом. Деветнаест дана доцније, његов брод „Санта Марија“ се насукао у близини данашњег Кап Хаитјена. Тридесет девет људи које је Колумбо оставио на острву основали су насеобину Навидад (шп. La Navidad). Након побунâ урођеничких народа и њиховог уништења Навидада, Колумбо се померио на источну обалу Хиспаниоле где је основао насеобину Исабела (шп. La Isabela).
Заразне болести које су донели Шпанци, а на које домороци нису били имуни, биле су главни узрок велике смртности народа Таино Прва епидемија малих богиња забележена на америчком тлу догодила се на острву Хаити 1507. године.
Дана 27. децембра 1512. Шпанија је донела Законе Бургоса, који представљају први скуп закона којима је дефинисано понашање европских досељеника у Америци. Овај закон посебну пажњу посвећује домородачком становништву, и један је од првих примера међународног права. Законима Бургоса забрањено је злостављање домородаца, с нагласком на спречавање њиховог преобраћања у католицизам, и створен је правни оквир за енкомјенде, где су Индијанци окупљени да би радили на плантажама.
Као капија Кариба, Хаити је постао рај за пирате. Западни део острва су населили француски пирати, међу којима је био Бертран д'Ожерон, који се успешно бавио и узгојем дувана. Његов успех је подстакао многе пирате и гусаре да се настане на овом острву. Ови људи се нису покоравали шпанској власти све до 1660. што је довело до бројних сукоба.
Француска и Шпанија су обуставиле непријатељства на острву склапањем Договора у Рајсвику 1697. Овим договором острво Хаити је подељено на шпански и француски део, где је Француска добила отприлике трећину острва на његовом западном делу. Француска је свој део острва назвала Сен Доминге. Након овог догађаја долази до насељавања француских колониста с циљем изградње плантажа. Они су направили велике плантаже шећерне трске, кафе, индига. Колонисти су увозили робове из Африке за радно интензивне послове као што је обрада земље, и прерада пољопривредних производа. Сен Доминге је тако постао „робовско друштво“ чија је привреда у потпуности зависила од робова, док су робовласници представљали владајућу класу.
Декретом познатим као Код ноар (фр. Code Noir), који је предложио Жан-Баптист Колбер а потписао Луј XIV, дефинисан је однос према робовима и ниво дозвољених слободâ. Сен Доминге је описан као једна од најбруталнијих робовласничких колонија. У њој је једна трећина робова умирала неколико година по доласку из Африке. Велики број робова је убрзо по доласку умирао од тропских болести, малих богиња, и тифуса.

### Револуција
Подстакнути Француском револуцијом из 1789. и принципима права човека, слободни обојени људи и робови у Сен Домингеу, као и Французи тражили су више слобода и већа права. Најважнији догађај тих година у Сен Домингеу била је револуција робова, која је почела 1791. на северу колоније, где је било знатно више црнаца него белаца. Они су масакрирали велики број власника плантажа и осталих белаца због чега је на хиљаде Француза избегло током наредних година. САД су по избијању побуне послале финансијску и војну помоћ робовласницима не би ли угушили устанак робова.
Ради поновног успостављања власти над острвом Француска је 1792. послала војску на чијем челу су била три комесара. Не би ли успоставили савез са слободним обојеним људима и робовима, француски комесари Сонтонакс и Полверел су укинули робовласништво у колонији. Шест месеци касније, Национални конвент, на чијем челу су били Робеспјер и Јакобинци, донео је одлуку о укидању робовласништва у свим француским колонијама.
Тусен Лувертир, бивши роб и вођа устанка робова, истерао је не само Шпанце из Санто Доминга, већ и Британце које су имали претензије према острву. Током револуције САД су подржавале обе стране, снабдевајући и Французе и побуњенике. Борба за власт између мулата предвођених Андреом Ригоом, и црнаца предвођених Тусеном Лувертиром довела је до Рата ножева током 1799. и 1800.
Након што је Тусен Лувертир донео устав, којим би Сен Доминге био дефинисан као независна држава, Наполеон Бонапарте је 1802. послао експедицију са више од 20.000 људи, под командом његовог шурака генерала Шарла Леклерка, ради стављања острва под власт Француске. Французи су остварили неколико победа у биткама са побуњеницима али их је убрзо покосила жута грозница, усмртивши већину француских војника. Више од 50.000 француских војника, укључујући и 18 генерала, умрло је у покушају да поврате власт над колонијом. Тусен Лувертир је на превару ухваћен и заточен у Фор де Жуу, где је 1803. преминуо од туберкулозе.
Робови су заједно са слободним обојеним људима и савезницима наставили да се боре за независност. Вођа побуњеника Жан-Жак Десалин поразио је Французе у бици код Вертјера. Крајем 1803. Француска је повукла преосталих седам хиљада војника а Наполеон је одустао од идеје да поново успостави северноамеричко царство.

### Независност
Независност Сен Домингеа проглашена је 1. јануара 1804. Историчари процењују да је током устанка робова погинуло 100.000 робова и између 24.000 и 40.000 колониста.
Револуција у Сен Домингеу довела је до масовног егзодуса првенствено француских Креола, заједно са њиховим робовима, као и великог броја слободних обојених људи, међу којима је било и робовласника. Близу 10.000 избеглица из Сен Домингеа се 1809. настанило у Њу Орлеансу. Број становника овога града је захваљујући њима удвостручен. Овиме су допринели очувању француског језика и културе у Њу Орлеансу током неколико наредних генерација.
Десалин се уз помоћ своје војске прогласио за „доживотног цара“. У почетку је белцима нудио заштиту; али када је постао цар наредио је да се изврши масакр већине белаца, без обзира на године старости или пол. Убијен је 17. октобра 1806. године.
Држава је након убиства Десалина подељена на северни део, где се налазила Краљевина Хаити којом је владао Анри Кристоф, и јужни део, где се налазила Република Хаити на чијем челу је био Александр Петион, слободни обојени човек. Почетком 1821, председник Републике Хаити, Жан Пјер Боје, такође слободни обојени човек и наследник Петиона, успео је да уједини краљевину и републику у једну државу и успостави власт над западним делом Хиспаниоле. Поред тога, након што је Санто Доминго прогласио независност од Шпаније, Боје је послао хаићанску војску да заузме и овај део острва. Након окупације Санто Доминга Боје је овладао целим острвом. Хаићанска окупација Санто Доминга трајала је од 1822. до 1844. године.
Америчко друштво за колонизацију (енгл. American Colonization Society) подстицало је бивше робове из САД да емигрирају на Хаити. Почевши од септембра 1824. више од 6.000 бивших црних робова се из САД преселило на Хаити, а трошкове превоза им је платило Америчко друштво за колонизацију.
Јула 1825. француски краљ Шарл X послао је флоту са задатком да поново стави острво под власт Француске. Након притисака, председник Боје је пристао да склопи споразум по ком би Француска званично признала независност Хаитија за износ од 150 милиона франака (1838. је тај износ смањен на 90 милиона). Боје је свргнут са власти 1843. и протеран из земље. Након његовог свргавања у Хаитију је дошло до већег броја пучева.

### 20. век
Јануара 1914. британске, немачке и америчке трупе искрцале су се на Хаити тобоже да би заштитиле своје држављане од грађанских немира.
Руководећи се Монроовом доктрином, председник САД Вудро Вилсон је 1915. наредио окупацију Хаитија која је трајала до 1934. године.
Након повлачења САД, Рафаел Трухиљо, доминикански диктатор, наредио је армији да побије Хаићане који живе са доминиканске стране границе. Тај догађај је познат као Першунски масакр. Тада је за шест дана, колико је трајао овај покољ, убијено између 10.000 и 20.000 Хаићана.
Након периода немира на изборима одржаним 1957. победио је др Франсоа Дивалије. У почетку је био омиљен у народу, који га је звао „Папа Док“. Дивалије је био председник до своје смрти 1971. године. На власти је опстао захваљујући паравојној организацији познатој као Тонтон Макут (авети), која је ред одржавала терором. На месту председника наследио га је његов син Жан-Клод Дивалије – познат као „Бебе Док“. Он је владао све од 1986. када је свргнут и изгнан у Француску. Власт је затим преузео Национални управни савет на чијем челу је био генерал Анри Намфи.
Због убистава која су починили припадници Тонтон Макута одустало се од општих избора 1987. године. Наредне године одржани су намештени избори на којима је победио Лесли Манига. Неколико месеци касније збачен је са власти пошто је извршен пуч. Генерал Проспер Аврил био је на челу војног режима до марта 1990.
У децембру 1990. за председника је изабран бивши свештеник Жан Бертран Аристид. Аристид је свргнут септембра 1991. у војном пучу. Америчке власти су 1994. договориле одлазак са власти војних лидера Хаитија и долазак америчких трупа у оквиру операције „Подршка демократији“, чиме би Жан Бертран Аристид био враћен на место председника. У октобру 1994. Аристид се вратио на Хаити да доврши свој мандат на месту председника који је трајао до фебруара 1996. На изборима одржаним 1995. за председника је изабран Рене Превал са освојених 88% гласова.

### 21. век
Жан-Бертран Аристид је на изборима у новембру 2000. добио 92% гласова. Изборе је бојкотовала опозиција, окупљена у организацију „Демократска конвергенција“ (фр. Convergence Démocratique), због оспоравања резултата парламентарних избора у мају исте године. Током наредних година забележен је пораст насиља и кршења људских права. Аристидове присталице сукобљавале су се са симпатизерима опозиције. Аристид је годинама преговарао са „Демократском конвергенцијом“ око одржавања нових избора, али је неспособност „Демократске конвергенције“ да задобије бирачко тело изборе учинила непривлачним.
Године 2004. на северу Хаитија дошло је до побуне. Устанак се проширио и на главни град па је Аристид морао да оде у егзил, након чега су Уједињене нације послале миротворце на Хаити. Бонифас Александр је преузео привремену управу над државом. Рене Превал је изабран за председника у фебруару 2006, након избора који су обележени неправилностима и демонстрацијама. Мисија Уједињених нација за стабилизацију на Хаитију (MINUSTAH) остала је у земљи.
Тропска олуја Џин погодила је 2004. северну обалу Хаитија, усмртивши 3.006 људи у поплавама и клизиштима, углавном у граду Гонајвесу. Хаити је поново погођен тропским олујама крајем августа и почетком септембра 2008. Тропска олуја Феј, урагани Густав, Хана, и Ајк проузроковали су велико невреме на Хаитију. Том приликом погинула је 331 особа, док је 800.000 затражило хуманитарну помоћ.
Дана 12. јануара 2010. у 4:53 по локалном времену Хаити је погодио земљотрес магнитуде 7,0, најснажнији земљотрес после више од 200 година. У овом земљотресу погинуло је око 316.000 људи а 1,6 милиона је остало без дома, мада је према каснијим извештајима овај број коригован, и број мртвих је процењен између 46.000 и 85.000. Хаити се још увек није опоравио од последица земљотреса из 2010, како због размера земљотреса тако и због неспособности државе.
Општи избори планирани за јануар 2010. су одложени због земљотреса. Избори су одржани 28. новембра 2010. за сенат, парламент и први круг председничких избора. У другом кругу председничких избора Мишел Мартели победио је Мирланда Манигу.
Влада Хаитија је 2013. позвала европске нације да исплате обештећење за робовласништво и за то је формирала комисију.

## Географија

### Положај
Хаити је смештен на западном делу Хиспаниоле, другог по величини острва Великих Антила. Површина државе износи 27.750 km². Хаити је по величини трећа земља на Карибима, после Кубе и Доминиканске Републике, с којом дели границу у дужини од 360 km. Од Кубе је удаљен 45 km и има обалу у дужини од 1771 km, што га сврстава на друго место у Антилима, после Кубе. Налази се између 18 и 20 °CГШ (острво Тортуга се налази северно од 20 °CГШ, и између 71 и 75 °ЗГД. Хаитију припадају и нека мања острва. Најпознатија су Тортуга, на северу, Гонав на западу у истоименом заливу, и Ваш на југозападу.
Острва Кајемити и Анакаона такође припадају Хаитију. Југозападно од полуострва Тибирон налази се острво Наваса које је предмет спора између САД и Хаитија.

### Геологија и рељеф
Северни део Хаитија заузима Северни масив (фр. Massif du Nord) и Северна равница (фр. Plaine du Nord). Северни масив је наставак Централних Кордиљера у Доминиканској Републици. Он почиње од источне границе Хаитија, северно од реке Гвајамок, и протеже се преко северног полуострва ка северозападу. Северне равнице се протежу дуж северне границе са Доминиканском Републиком, између Северног масива и Атлантског океана. Средишњи део заузимају две низије и два планинска венца. Средишња висораван (фр. Plateau Central) протеже се дуж обе стране реке Гвајамок, јужно од Северног масива. Он се протеже од југоистока ка северозападу. Јужно од Средишње висоравни су Црне планине (фр. Montagnes Noires), које се на северозападу спајају са Северним масивом.
На југоистоку Хаитија налази се низија Кил д Сак (фр. Plaine du Cul-de-Sac) док југозапад државе заузима полуострво Тибирон. Низија Кил д Сак је природна депресија која штити слана језера, као што је Тру Кајман, и највеће језеро Хаитија, Етан Соматр.
Земљиште карактеришу гребенасте планине испресецане малим равницама уз обалу и долинама рекâ.
Најплодоноснији део Хаитија је равница Артибонит (фр. Plaine de l'Artibonite), која се налази јужно од Црних планина. У овој области се налази најдужа река на Хиспаниоли – Артибонит, која почиње на западу и тече средином острва све до средишњег дела Хаитија где се улива у залив Гонав.

### Животна средина
Ерозија тла испуштена из горњих сливова и крчење шума проузроковале су периодичне и озбиљне поплаве на Хаитију, као што је то, на пример, било 17. септембра 2004. Раније у мају те године, поплаве су усмртиле преко 3.000 људи на јужној граници Хаитија са Доминиканском Републиком.
Хаитијске шуме покривале су 60% земље још пре 50 година, али је то преполовљено на тренутну процену од 30% покривености дрвећем, према новијој анализи животне средине. Ова процена представља оштру разлику у односу на погрешну цифру од 2% која је често цитирана у дискурсу у вези са еколошким стањем земље.
Научници Центра за међународну информациону мрежу наука о Земљи (ЦИЕСИН) Универзитета Колумбија и Програма Уједињених нација за животну средину раде на регенеративној иницијативи, иницијативи која има за циљ смањење сиромаштва и угрожености од природних катастрофа на Хаитију обновом екосистема и одрживим управљањем ресурсима.

### Флора и фауна
Упркос својој малој величини, планински терен Хаитија са више климатских зона резултирали су широким биљним светом. Значајне врсте дрвећа укључују дрво манга, багрем, махагонија, кокосова палма, краљевска палма и западноиндијски кедар. Раније су шуме биле много обимније, али су биле предмет јаке сече шума.
Већина врста сисара нису домаће, јер су на острво доведене још од колонијалних времена. Међутим, постоје разне домаће врсте слепих мишева, као и ендемични хутија и соленодон. Различите врсте китова и делфина могу се наћи и поред обале Хаитија.
Постоји преко 260 врста птица, од којих је 31 ендем за Хиспањолу. Значајне ендемске врсте укључују хиспањолски трогон, хиспањолски папагај, сиво крунисани танагер и хиспањолска амазонка. Постоји и неколико врста грабљивица, као и пеликани, ибис, колибри и патке.
Гмизавци су уобичајени, са врстама попут носорога игуане, хаићанске бое, америчког крокодила и гекона.

### Клима
Клима на Хаитију је тропска са одређеним варијацијама у зависности од надморске висине. Порт о Пренс креће се у јануару од просечно најнижих 23 °C до просечних максималних 31 °C; у јулу, од 25–35 °C. Шема киша је различита, са кишом јачом у неким низинама и северним и источним падинама планина. Сушна сезона Хаитија одвија се од новембра до јануара.
Порт о Пренс прима просечну годишњу количину падавина од 1.370 mm (54 in). Постоје две кишне сезоне, април – јун и октобар – новембар. Хаити је подложан периодичним сушама и поплавама које су појачане крчењем шума. Урагани су претња, а земља је такође склона суши, поплавама и земљотресима.

## Државна управа
Хаити је република са полупредседничким системом власти. Председник Хаитија је шеф државе кога народ бира на директним изборима. Председник именује премијера чији избор потврђује Народна скупштина. Извршну власт имају председник и премијер који заједно састављају владу.
Законодавну власт имају влада и оба дома Народне скупштине Хаитија. Садашњи политички систем је одређен уставом Хаитија који је донет 29. марта 1987. године. Актуелни председник је Мишел Мартели.

### Административна подела
Хаити је подељен на десет департмана. Испод је списак департмана са главним градовима.
1. Северозапад (Пор д Пе)
2. Север (Кап Хаитјен)
3. Североисток (Фор Либерте)
4. Артибонит (Гонаив)
5. Центар (Инш)
6. Запад (Порт о Пренс)
7. Гранд'Анс (Жереми)
8. Нип (Мирагоан)
9. Југ (Ле Каје)
10. Југоисток (Жакмел)

Департмани су подељени на 41 округ и 133 општине.

## Политика
Влада Хаитија је полупредседничка република, вишестраначки систем у коме је председник Хаитија шеф државе који се бира директно на народним изборима који се одржавају сваких пет година. Премијер Хаитија делује као шеф владе и именује га председник, изабран из већинске странке у Националној скупштини. Извршну власт врше председник и премијер који заједно чине владу.
Законодавна власт припада и влади и два дома Националне скупштине Хаитија, Сенату (Сенат) и Дому посланика. Влада је организована јединствено, тако да централна влада делегира овлашћења на одељења без уставне потребе за сагласношћу. Тренутна структура политичког система Хаитија утврђена је Уставом Хаитија 29. марта 1987.
Хаићанска политика је спорна: од осамостаљења Хаити је претрпео 32 пуча. Хаити је једина земља западне хемисфере која је доживела успешну револуцију робова; међутим, дуга историја угњетавања од стране диктатора као што су Франсоа Дивалије и његов син Жан Клод Дувалије значајно је утицала на нацију. Од краја Дувалије ере, Хаити прелази у демократски систем.

## Привреда
Према процени Светске банке бруто друштвени производ Хаитија је у 2012. години износио 7,893 милијарде долара што ову земљу, са скоро десет милиона становника, сврстава међу најсиромашније земље света. Хаити је већ деценијама најсиромашнија земља западне хемисфере. Скоро 80% становништва живи у екстремном сиромаштву. Три четвртине становништва живи са мање од два долара дневно. Реформе које су имале за циљ да унапреде пословно окружење су имале мало ефекта због распрострањене корупције и неефикасног правосуђа. Више од половине становника се бави пољопривредом али Хаити увози више од половине потребне хране и чак 80% пиринича. Извоз пољопривредних производа чини само шест посто укупног извоза Хаитија. Највише се извозе манго, кафа, и какао.
Хаити има велики трговински дефицит, који је 2011. износио око 3,1 милијарду долара или 41% БДП-а. Страна помоћ покрива 30-40% државног буџета. Највећи донатори су САД, Канада, и Европска унија. Рударство је слабо развијено а годишње се извади руда у вредности од 13 милиона долара. Највише се производи злато, мермер, боксит, бакар и калцијум карбонат. Прерађивачка индустрија је такође слабо развијена. Најзначајнија је производња цемента, безалкохолних пића, путера, шећера, и текстила.

## Становништво
Хаити има веома високу густину насељености, око 350 становника по квадратном километру. Највећа концентрација људи је у градским областима, у приобаљу, и у долинама. Према процени Уједињених нација на Хаитију је 2008. живело око 9,8 милиона људи, при чему је половина становништва млађа од 20 година. Први службени попис становништва обављен је 1950. када је на Хаитију живело 3,1 милион људи.
Данашњи Хаићани су потомци бивших афричких робова, мулата, и белаца који су преживели погроме. На Хаитију живе и мањинске заједнице Француза, Немаца, Италијана, Холанђана, Пољака, Португалаца, Шпанаца, Арапа, Јермена, и Јевреја. Такође на постоји и нешто више од 400 Хаићана пореклом из Индије.
Милиони Хаићана живе ван матичне државе. Највише у Доминиканској Републици (око 800.000), Сједињеним Државама (око 600.000), Канади (око 100.000), Француској (око 80.000), и исто толико на Бахамима. Такође постоје мање хаићанске заједнице у другим земљама, укључујући Чиле, Швајцарску, Јапан, и Аустралију.

### Религија
Католици чине 80%, протестанти 16% становништва. Неки Хаићани практикују католицизам са елементима вудуа.

### Језици
Један од два службена језика на Хаитију је француски, који се користи у државној управи. Њиме говоре сви образовани Хаићани, и користи се у привреди. Такође, у већини школа се настава одвија на француском језику. Користи се у протоколарне сврхе као што су венчања, матуре и црквена богослужења. Други службени језик на Хаитију је хаићански креолски. Недавно је стандардизован и њим говори скоро целокупно становништво Хаитија. Хаићански креолски је један од креолских језика проистеклих из француског језика. Користи углавном речи из француског али граматику и изговор карактеришу утицаји западноафричких језика.

## Култура
Хаити има богат и јединствен културни идентитет, који се састоји од мешавине традиционалних француских и афричких обичаја, помешаних са значајним доприносима шпанске и аутохтоне културе Таино. Култура Хаитија се у великој мери огледа у његовим сликама, музици и литератури. У галеријама и музејима у Сједињеним Државама и Француској изложени су радови познатијих уметника који су изашли са Хаитија.

### Уметност
Хаићанска уметност је препознатљива, посебно по сликама и скулптурама. Сјајне боје, наивне перспективе и лукави хумор карактеришу хаићанску уметност. Чести предмети у хаићанској уметности укључују велику, укусну храну, бујне пејзаже, пијачне активности, животиње у џунгли, ритуале, плесове и богове. Као резултат дубоке историје и јаких афричких веза, симболи попримају велико значење у хаићанском друштву. На пример, петао често представља Аристида, а црвена и плава боја хаићанске заставе често представљају његову забаву Лавалас. Многи уметници се групишу у „сликарске школе“, као што је школа Кап-Хаитиен, на којој су приказани прикази свакодневни живот у граду, школа Јасмел, која одражава стрме планине и заливе тог приморског града, или школа Сен-Солеил, која се одликује апстрактним људским облицима и под великим је утицајем симболизма Вудуа.
Двадесетих година двадесетог века покрет индигенизма стекао је међународно признање, својим експресионистичким сликама инспирисаним хаитијском културом и афричким коренима. Међу значајне сликаре овог покрета спадају Хектор Хиполит, Филоме Обан и Префет Дуфо.

### Музика и плес
Хаићанска музика комбинује широк спектар утицаја многих људи који су се овде населили. Одражава француске, афричке и шпанске елементе и друге који су населили острво Хиспаниола и мање утицаје урођеника Таино. Стилови музике јединствени за државу Хаити укључују музику изведену из церемонијалних традиција вудуа, музику која парадира Рара, баладе Твоубадоу, мини-џез рок бендове, покрет Расин, хип хоп креол, меринге. Млади посећују забаве у ноћним клубовима који се зову дискотеке и присуствују Балу. Овај израз је француска реч за лопту, као у формалном плесу.
Компас је сложена музика која се непрестано мења и настала је из афричких ритмова и европског балског плеса, помешана са буржоаском културом Хаитија. То је истанчана музика, чији је основни ритам меринга.

### Књижевност
Хаити је увек био књижевна нација која је стварала поезију, романе и драме међународног признања. Француско колонијално искуство установило је француски језик као место културе и престижа и од тада доминира књижевним круговима и књижевном продукцијом. Међутим, од 18. века непрекидно се настоји писати на хаићанском креолском језику. Признавање креолског као службеног језика довело је до ширења романа, песама и драма на креолском.

### Биоскоп
Хаити има малу, мада растућу биоскопску индустрију. Међу познатим редитељима који раде превасходно у стварању документарног филма налазе се Раул Пек и Арнолд Антонин. Редитељи који производе научно-фантастичне филмове су Патрисија Бено, Вилкенсон Бруна и Ричард Сенекал.

### Кухиња
Хаити је познат по својој креолској кухињи (која се односила на кахунску кухињу) и супи хумоу. То је креолска кухиња која потиче из мешавине неколико кулинарских стилова који су населили западни део острва Хиспаниола, наиме афричког, француског, аутохтоног Таина, шпанског и арапског утицаја.
Иако је кухиња непретенциозна и једноставна, укуси су смеле и зачињене природе који показују афричке и француске утицаје, са запаженим дериватима који потичу из домаћих Таино и шпанских техника.
Левантински утицаји су се пробили у главну културу, услед арапских миграција током година, успостављајући многа предузећа. Године прилагођавања довеле су до тога да се ове кухиње споје у хаићанску кухињу.

### Хаићански Вуду
Хаићански Вуду је афричка дијаспорна религија која се развила на Хаитију између 16. и 19. века. Настао је кроз процес синкретизма између традиционалних религија западне Африке и римокатоличанства. Присталице су познате под називом вудуисти или „слуге духова“.
Вуду се фокусира на поштовање божанстава познатих као лва (или лоа). Они се често идентификују и као богови Јорубе као и као римокатолички свеци. О овим лвама се причају разни митови и приче, које се сматрају подређенима трансцендентном божанству ствараоца, Бондијеу. Иницијативна традиција, вудуисти се обично састају у храмовима које воде свештеници познати као унганс или свештенице познате као манбос, да би частили лва. Централни ритуал укључује практичаре који бубњају, певају и плешу како би подстакли лва да запоседне („зајаше“) једног од својих чланова. Они верују да преко овог опседнутог појединца могу директно комуницирати са лвом. Понуде за лве укључују воће и крв жртвованих животиња. Неколико облика прорицања користи се за дешифровање порука из лва. Ритуали исцељења и припрема биљних лекова, амајлија и чари такође играју истакнуту улогу.
Вуду се развио међу афро-хаићанским заједницама усред атлантске трговине робовима од 16. до 19. века. Настао је мешањем традиционалних религија које су на острво Хиспаниола донели поробљени западноафриканци, од којих су многи били Јоруба или Фон, и римокатоличког учења француских колонијалиста који су контролисали острво. Многи вудуисти били су умешани у Хаићанску револуцију која је срушила француску колонијалну владу, укинула ропство и успоставила модерни Хаити. Римокатоличка црква напустила је неколико деценија након револуције, дозволивши Вудуу да постане доминантна религија на Хаитију. У 20. веку, растућа емиграција проширила је Вуду и у Америци. Крајем 20. века виделе су се све веће везе између Вудуа и сродних традиција у западној Африци и Америци, попут кубанске Сантерије и бразилског Кендомблеа.
Вуду се кроз своју историју суочио са многим критикама, више пута је описиван као једна од најнеразумеванијих религија на свету.